# Forstad
Forstad betegner enten en bydel uden for byens centrale del eller et byområde i udkanten af storstadens sammenhængende byområde uden at hænge sammen med dette større område. Der kan være tale om mindre byer som er sammenvoksede med en større by eller nye bebyggelser uden for denne. Forstæder har således det til fælles, at de enten er eller har været selvstændige byer. Oprindeligt henviste 'forstad' til en by eller bydel uden for (foran) en befæstet bys volde.
En by med dens forstæder udgør således i geografisk og statistisk henseende et samlet byområde. Til statistisk brug kan der anvendes mere præcise definitioner. For Danmarks Statistik er det således afgørende, at en forstad administrativt skal tilhøre en anden kommune end bykernen. Tilsvarende gælder fx i Finland og Norge.
En forstad adskiller sig fra en satellitby og en soveby ved, at disse sidst nævnte byområder ikke er sammenvoksede med byen.

## Begrebets oprindelse
Oprindeligt betegnede forstaden bebyggelse uden for stadens forsvarsværker, som i krigstilfælde skulle fjernes af hensyn til beskydningen af en angribende fjende i det mindste ud i en vis afstand – den såkaldte demarkationslinje – og den nye betydning vandt først frem omkring århundredskiftet (1900), da stædernes forsvarsværker blev nedlagt i kraft af tidens udvikling, der havde gjort dem virkningsløse og dermed overflødige.

## Historie

### Danmark
Mange forstæder i større danske byer har oprindeligt udviklet sig som små, selvstændige byer, der først med tiden voksede sammen med en større by. Derfor er en forstad gerne kendetegnet ved at have sit eget centrum, forretningsliv, industri med videre.
Selv om forstæder også kendtes tidligere, var det først ved industrialiseringen fra midten af 1800-tallet, at forstæder begyndte at vokse frem for alvor. I begyndelsen forsøgte man sig med indlemmelser, men da proceduren herfor var vanskelig, og fremgangsmåden snart viste sig mislykket, begyndte man i statistisk henseende at registrere forstæder for derved at få byernes samlede indbyggertal.
Danmarks Statistik begyndte at bruge forstadsbegrebet i 1916. Den eksakte definition har varieret med tiden med forskellige mindstestørrelser og krav til områdets karakter, og har været baseret på skøn indtil 1960. I 1960 indførtes definitionen: "En forstad er en bebyggelse, der er sammenhængende med bebyggelsen i en tilgrænsende bykommune, uanset forstadens folketal."
Med tiden er mange gamle forstæder ved bygrænsereguleringer eller kommunalreformer blevet lagt sammen med den købstad, de lå i tilknytning til for derved at opnå en samlet forvaltning af hele det sammenhængende, bebyggede byområde. Ved kommunalreformen 1970 blev alle forstæder til provinsbyer i Danmark sluttet sammen med den by, de grænsede op til. Forstadsbegrebet anvendes herefter kun om de kommuner, der ligger i hovedstadsområdet for at tilkendegive deres sammenvoksning med København. Under hensyntagen til, at mange gamle forstæder fortsat udgør mere eller mindre velafgrænsede bebyggelser, vil det siden 1970 i flere sammenhænge være mere rimeligt at tale om bydele snarere end om forstæder i traditionel forstand.

### Frankrig
I Frankrig er kommunerne siden oprettelsen af den tredje republik i 1870 i realiteten ophørt med at vokse i udstrækning. I stedet har man indført begrebet unité urbaine, som betegner en sammenhængende bebyggelse, spredt ud over flere kommuner og dermed gør forstæderne til den centralt placerede kommune, som betegnes ville-centre og som de vokser ud fra.
Siden man under det andet kejserrige inddrog forstæderne i de store franske byer, (Lyon i 1852, Lille i 1858, Paris i 1860 og Bordeaux i 1865), har kommunegrænserne ligget fast. Befolkningsoverskuddet har derfor måttet flytte ud af byen til nabokommunerne, der længere ude udgøres af det, der kaldes couronne périurbaine. Alle disse kommuner er individuelle administrative enheder.

### Holland
Randstad (direkte oversat "Omkredsby") er i Holland en konurbation omkring byerne Utrecht, Amsterdam, Haag og Rotterdam. Tilsammen udgør de 7,5 millioner indbyggere, eller næsten 2/5 af landets befolkning.